# دريسا ديالو
دريسا ديالو (بالفرنسية: Drissa Diallo)‏ هو لاعب كرة قدم غيني في مركز الدفاع، ولد في 4 يناير 1973 في نواذيبو في موريتانيا. شارك مع منتخب غينيا لكرة القدم. أما مع النوادي، فقد لعب مع إيبسويتش تاون وشيفيلد وينزداي وكيه في ميخيلين وميلتون كينز دونز ونادي بيرنلي ونادي تشيلتنهام تاون ونادي سيدان ونادي لييج.

## وصلات خارجية
- دريسا ديالو على موقع الاتحاد الدولي (مؤرشف)  (الإنجليزية)
- دريسا ديالو على موقع رابطة كرة القدم الفرنسية للمحترفين (الإنجليزية)
- دريسا ديالو على موقع قاعدة بيانات كرة القدم.إي يو (الإنجليزية)
- دريسا ديالو على موقع ناشيونال فوتبول تيمز (الإنجليزية)
- دريسا ديالو على موقع Soccerbase.com (لاعب) (الإنجليزية)